# Шляхове (Голованівський район)
Шляхове́ — село в Україні, у Надлацькій сільській громаді Голованівського району Кіровоградської області. Населення становить 243 осіб.

## Населення
Згідно з переписом УРСР 1989 року чисельність наявного населення села становила 293 особи, з яких 133 чоловіки та 160 жінок.
За переписом населення України 2001 року в селі мешкали 243 особи.

### Мова
Розподіл населення за рідною мовою за даними перепису 2001 року:
| Мова       | Відсоток |
| ---------- | -------- |
| українська | 96,71 %  |
| російська  | 2,06 %   |
| білоруська | 0,41 %   |
| молдовська | 0,41 %   |
| інші       | 0,41 %   |